# Pálffy család

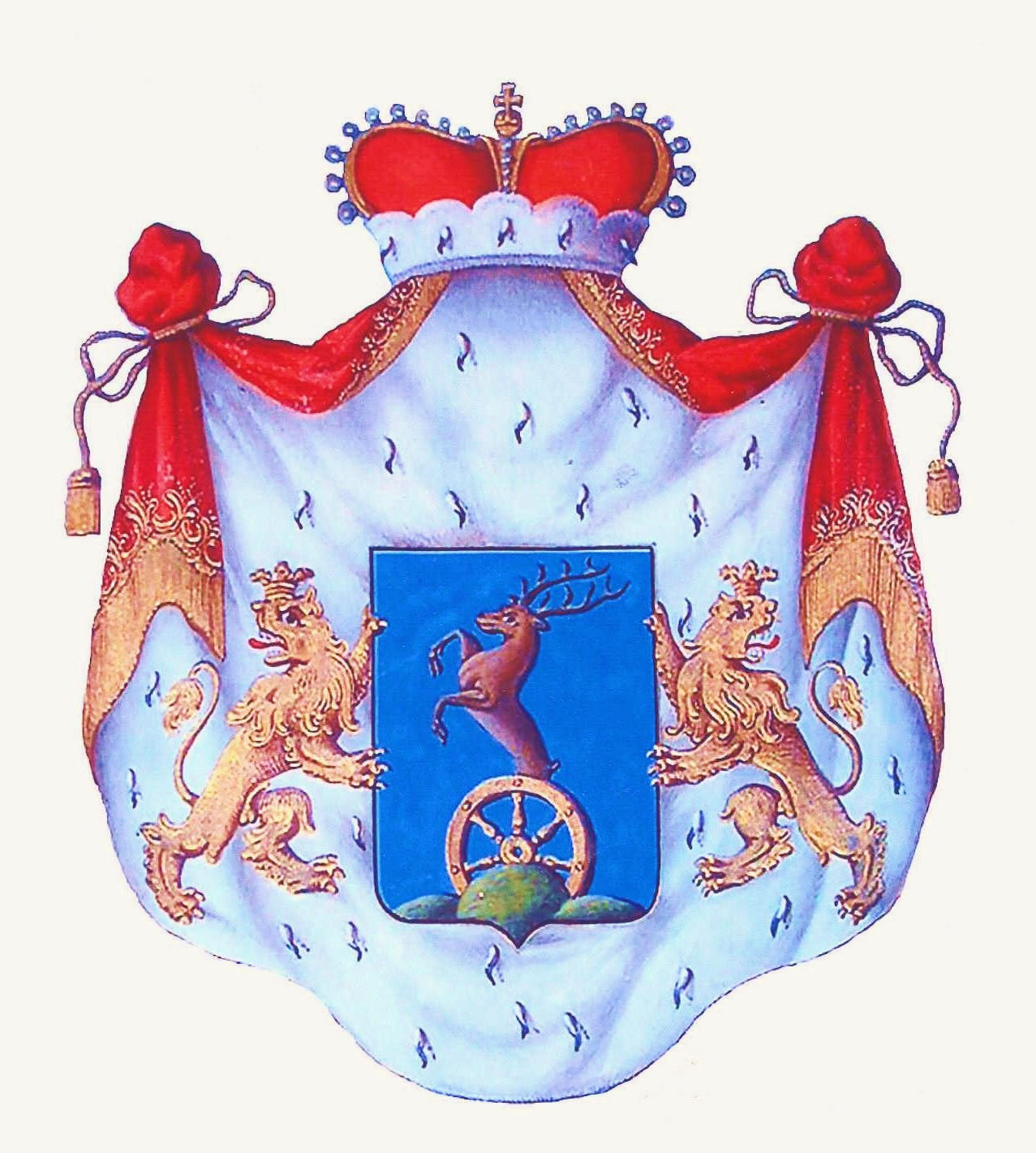
A Pálffy hercegi ág címere

A Pálffy család Magyarország híres arisztokrata családja, a 16. század 80-as éveitől a kiegyezésig a Habsburg dinasztia legjelentősebb támogatói. Szolgálataikért számos birtokot kaptak, elsősorban a Felvidék nyugati részein. A törökellenes harcok idején kiemelkedő szerepet játszottak a haza védelmében.
A család Kont Miklós unokájától, Kont Páltól származtatja nevét, akinek keresztnevéből (I. Pál fia II. Pál) ered az ősi családnév. Ezen Pál Corvin Mátyástól kapott címert a török ellen szerzett érdemeiért. Előnevük és az Erdődy Bakócz családéval egyező címerük közös származást feltételez. Péter fia II. Miklós alapozta meg a család hírét és vagyonát, aki nászajándékul kapta Vöröskő várát és később a hozzátartozó uradalmat megvásárolta a Fugger családtól. Innét vették második „vöröskői” előnevüket. 1598-ban Miklós örökösen megszerezte a pozsonyi várkapitányságot és a vele járó uradalmat, illetve ispánságot. Több vár és terület kapitánya is volt egyben. Fiaival a család idősebb és fiatalabb ágra vált szét. A fiatalabb további 3 nagy ágra tagolódott: malackaira, borostyánkő-stomfaira és vöröskőire.

## Történelmi szerepük

### A család eredete

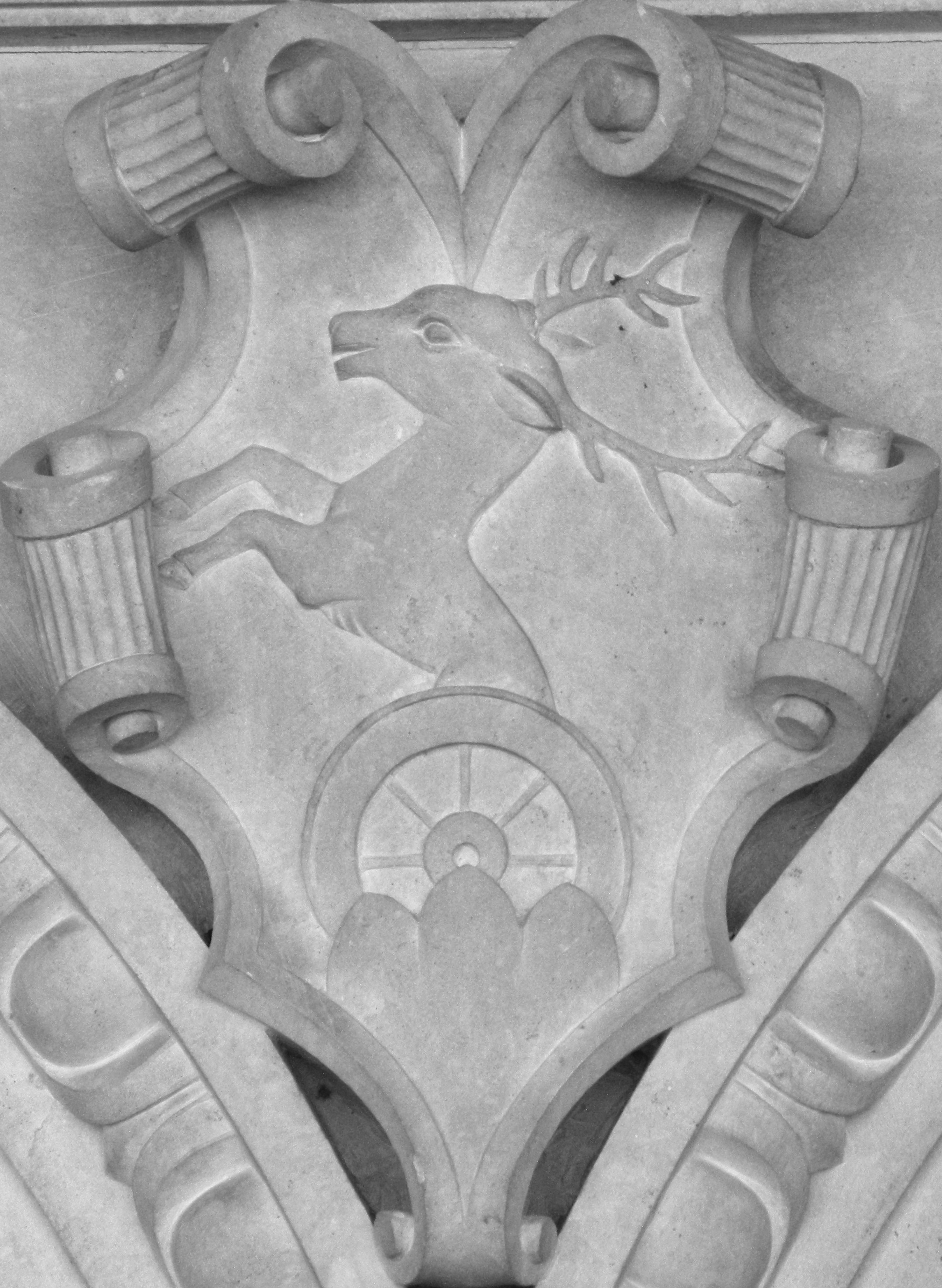
Címer a bajmóci kápolnában

Történészek és genealógusok a 18-19. század fordulója óta egymásnak ellentmondva vitatkoznak a Pálffy Család eredete felől. Két fő irányzat alakult ki.
Albrecht József, a Pálffy család hercegi ágának levéltárosa, 1840-re befejezett kézirata a családot Kont Páltól származtatta. Munkája hitelét az kezdte ki, hogy a Pálffy családfán az Ujlaky családot tévesen a felmenők közé sorolta.
A Kont eredet ellen szól a családi címer ábrázolása is. A kék alapon hármas zöld halmon törött kerék fölé emelkedő szarvas figurája ugyanis azonos a Mátyás király által Bakócz Miklósnak 1459. szeptember 3-án adományozott címerén lévővel. Ráadásul a II. Pálffy Miklóst bárói rangra emelő diploma is Erdődy-Dersffy felmenőket említ. Ezek alapján inkább Bakócz Pál mutatkozna a Pálffy család ősének.
A Kont vagy Bakócz kérdésben, az sem egyértelmű hogy a Bakócz leszármazottaknak semmi okuk nem volt új név felvételére. A Kont családbelieknél meg igen. Kont nádor leszármazottját Kont Istvánt felségárulásban bűnösnek találták és lefejezték. Az ő testvére Kont Pál okkal változtathatta meg fia családnevét. Az új név felvételével elhatárolhatták magukat Kont Istvántól.
Botka Tivadar szerint ez az ok nem áll fenn, hiszen Pálffy (I.) Miklós dercsikai és rárói előnevet használó Kont ősapa, ez pedig másik (csallóközi) Kontokra utal.
Nagy Géza (régész) Pallas Lexikonban közölt családfája szerint nem a csallóközi, hanem inkább a Héder nemzetségbeli Kont Miklós fiának véli Kont Istvánt és Pált, akinek fia Pálffy (I.) Miklós már dercsikáról és ráróról írta magát, amikor nőül vette Kinizsi Katalint.
Fiuk Pálffy (I.) Lőrinc kapitány, aki az 1526-os mohácsi csatában esett el. Az ő felesége Újlaky Bánffi Anna, Bánffi János pozsonyi főispán II. Lajos király prefektusának a leánya. Kettőjük gyermeke Pálffy Pál, aki a török elleni kocsonai csatában halt meg. Feleségül vette a zágrábi Erdődi (Tompa) Simon püspök Judit nevű nővérének a lányát Bitovetz (Vittovecz) Klárát. Pál házassága által felveszi az Erdődi Bakócz előnevet és joggal használhatja a Mátyás által Bakócz Miklósnak adományozott címert.
Két fia közül az egyik, Pálffy Péter, szerdahelyi Dersffy Zsófiát (Dersffy Miklós és Batthyány Zsófia leányát) vette el. Ekként minden korábbi kérdésre van magyarázat. Egyfelől a Dersffy Erdődy eredet okkal van említve a Pálffy (II.) Miklós bárói levelében. Másfelől a címer használata is jogos, sőt érthetővé vált az Újlakyak – Újlaky (Bánffi) tévesztés. Már ekkor rangos volt, vagy legalábbis udvarközelinek számított a Pálffy család.
A család legkorábbi fennmaradt oklevele 1252-ből származik. Az udvari körökből való házasodás, valamint a Kontok német eredete Szent István által behívott és letelepített lovagok körére mutat.

### A történelmi környezet
A törökök 14. századi megjelenésével új hangsúlyt kap az ország és az uralkodó javainak katonai védelme. Az érdemek között első helyre került a vitézi helytállás. Az eredményes fellépés garantálta a királyi birtokok újraosztásából való részesedést. Az örökös nélkül elhalt hűbéresektől az uralkodóra visszaszálló és az uralkodó ellen fordultaktól elvont birtoktestek gyorsan átkerülhettek az arra érdemesekhez.
Szapolyai János öccse a király oldalán 1521-ben Belgrád alatt Nándorfehérvárral együtt esett el. II. Lajos király 1526-ban elesett Mohácsnál, ahol Habsburg Ferdinánd már a Pálffyakkal együtt harcolva a csatában elveszítette magyar támogatóinak színe-javát, pontosan úgy, ahogy a harcokból taktikai okkal távol maradt Szapolyai János azt előre kigondolta. Amíg a megcsappant haderejű Ferdinánd cseh örökségéért ment, Szapolyai megszerezte Visegrádot és magához vette a Szent Koronát. Illegitim (nem a nádor által egybehívott) gyűlésen királynak választatta magát. Egy másik, legitim főrendi gyűlésen, de csökkent létszámban megjelent nemesek I. Ferdinándot is királlyá választották.
Amikor I. Habsburg Ferdinándot 1526. december 17-én királlyá koronázták, a Pálffyak mögött már sikerek álltak. A két magyar király közti vetélkedés, Szapolyai János és I. Ferdinánd belháborújához vezetett. Ferdinánd a Pálffyakra és más Habsburg-hű főnemesekre támaszkodva legyőzte és Lengyelországba űzte János királyt. Ott Szapolyai a lengyel uralkodótól kapott sereget Ferdinánd legyűrésére, de biztosra akart menni, ezért a törökkel is szövetkezett. Nehéz harcok után Váradon titkos békét kötöttek és kettéosztották az országot. A család nélkül maradt idős Szapolyai János vállalta, hogy halála után az egész ország Ferdinándé legyen.
1540-ben Szapolyai idős korában egy rövid érdekházasságot kötött, amelyből fia született. Halálos ágyán még feleskette tanácsnokát, György barátot, hogy – a váradi békeszerződés megszegésével – csecsemő fiát, János Zsigmondot juttassa trónra. György barát ehhez segítségül kérte Szulejmán szultán hadát. Az oszmán sereg érkezésekor az ostromló németek elvonultak, Szulejmán azonban csellel bevette Budát. A következő másfél évtizedben az ország három részre szakadt. Eger kivételével sorra török kézre kerültek a végvárak. A király – a Pálffyak várvisszaszerzéseinek köszönhetően – előbb 5, majd 1562-ben 8 éves békét köthetett a törökkel. Fráter György a kialakult helyzet láttán megpróbálta Erdélyt I. Ferdinánd királyságával egyesíteni, de a török megtudta és megtorló hadjáratot indított.

### A Pálffy család első három legsikeresebb vitéze
Pálffy (II.) Miklós (győri hős) (1552–1600). A már említett Pálffy Pál Péter nevű fiának a gyermeke. Számos érdeme mellett vitathatatlanul a legnagyobb a Győr várának töröktől történt visszavétele. Nádorrá lesz grófi és örökös pozsonyi címeket nyer. Uradalmat kap, de mindezeket alig élvezhette, mert amikor még szükség lett volna harctéri vitézségére, egy ismeretlen betegség 48 éves korában elvitte. Így is ő rakta le az alapokat. Rangot és anyagi hátteret szerzett, amire azután az elkövetkező generációk karriert építhettek. Ő volt az első egész európai térségben, aki megállította a törökök sikersorozatát és számos helyen felmutatta, hogy sikeresen lehet küzdeni ellene. Élete során 26 csatát nyert a törökkel szemben. Rába melléki portyán sebesült meg. Általa visszavívott várak: Visegrád, Vác, Párkány, Esztergom, Komárom, Győr, Fülek, Drégely, Palánk, Nógrád, Tata.
Pálffy (III.) János (nádor) (1663–1751), Pálffy (V.) Miklós testvére, öccse (Mindketten IV. Miklós koronaőr és Harrach Mária Eleonóra grófnő gyermekei). Ha János nagyapja Pálffy (II.) Miklós nagy hadvezér volt, akkor János még nagyobb. Miklós nagyapa nem a sebesülésébe, hanem ismeretlen kórban halt meg 48 évesen, János viszont 87 éves koráig sértetlenül tért vissza a csatamezőkről. Nehéz eldönteni melyikük a nagyobb, de János hosszú élete alatt megőrzött egészsége okán is eredményesebb lehetett. Kezdetben a német gyalogezred önkéntese, majd Pálffy (III.) Károly vasas ezredében találjuk. Harcolt a törökök, a franciák, a kurucok ellen. 1688-ban Lotaringiai Károly hadsegédje volt.
1710. március 28-án a felső-magyarországi hadak főparancsnoka. Sigbert Heister generális betegségét követően a császári hadak fővezére. 1705-ben Gidrafánál, majd Trencsénnél is szétverte a kurucokat. 1717-ben ott volt a békét megszegő törökök és kurucok péterváradi végső leverésénél. Neki köszönhető Belgrád visszavétele. Legfőbb érdeme mégis a (minden megtorlástól mentesítő) szatmári béke, valamint a pragmatica sanctio elfogadtatása horvát bánként(1722), majd a hazai főrendekkel (1723). Nádori tisztében ő koronázta királynővé Mária Teréziát 1741. június 26-án. Az „életünket és vérünket a királynőért” nemesi összefogást ő szervezi és bejelentésével, miszerint hadba száll eléri célját. 1742-ben a trónmentő seregek főparancsnokaként, 79 évesen is megállta a helyét. Kisvártatva Nagy Frigyes porosz király) másodszor is betört cseh területre, a 80 éves Pálffy János ismét harcba ment volna, de Mária Terézia kíméletből lebeszélte erről.
Pálffy János jelszava: „Omnia Cum Tempore”, azaz „Mindent a maga idejében!”.
Pálffy (V.) Miklós (nádor) (1657–1732) Török elleni küzdelmek részese. Belgrád alatt 1693-ban maradandó lábsebesülést szerzett. Érdemei közül a legnagyobb, hogy János testvérével a VI. Károly császár idején részt vett a pragmatica sanctio előkészítésében (titkos királyházi ülés). Még az 1722–23-as országgyűlést megelőzően megnyerte a támogatására a főrendeket. Belgrádnál történt megsebesüléséig számos győztes csata résztvevője. Ott volt Bécs felmentésénél, Párkánynál, Esztergomnál és Szalánkeménnél (1691). Életét sebesüléséig a hadi táborok jelentették. A hivatalnoki pályán is a legmagasabb országbíró, nádor tisztségekig jutott.
A töröktől visszafoglalt területek sorsát rendezte. A Újszerzeményi Bizottság (neoaquisitica commissio) hatáskörét kibővítve az 1715. évi X. törvénycikke további három elbíráló bizottságot állít fel a feladatra.
Országbíróként 1723. évi országgyűlés határozata alapján saját rendeletében előírta a királyi kamarai, egyházi és magánlevéltárak iratanyagának levéltárba gyűjtését és szervezését. Ő maga a Pálffy irattárak anyagát gyűjtötte egybe. Személyesen járt közben más családoknál a siker érdekében, és ezzel Pozsonyban lerakta az akkori Nemzeti Levéltár alapjait.
Bél Mátyás műveinek kiadását is támogatta, és királyi kegydíjat is elért számára. Végül Miklós nádor híres volt még fogadási asztala választékáról és fejedelmi ízvilágáról.

### Három kiemelkedő egyházi főméltóság
Pálffy (III.) Miklós prépost (1599–1621) a győri hősként említett Pálffy( II.) Miklós gyermeke. Rudolf király által pápai felmentéssel pozsonyi prépost lett 1610-ben. Forgách Ferenc esztergomi érsek utódjaként jelölték 1615-ben, de Pázmány Péter nyerte el előle a széket (1616. szeptember 18.) Bethlen felkelői ellen vívott csatában esett el Fülek alatt 21 évesen Pozsonyban helyezték örök nyugalomra, 1621-ben

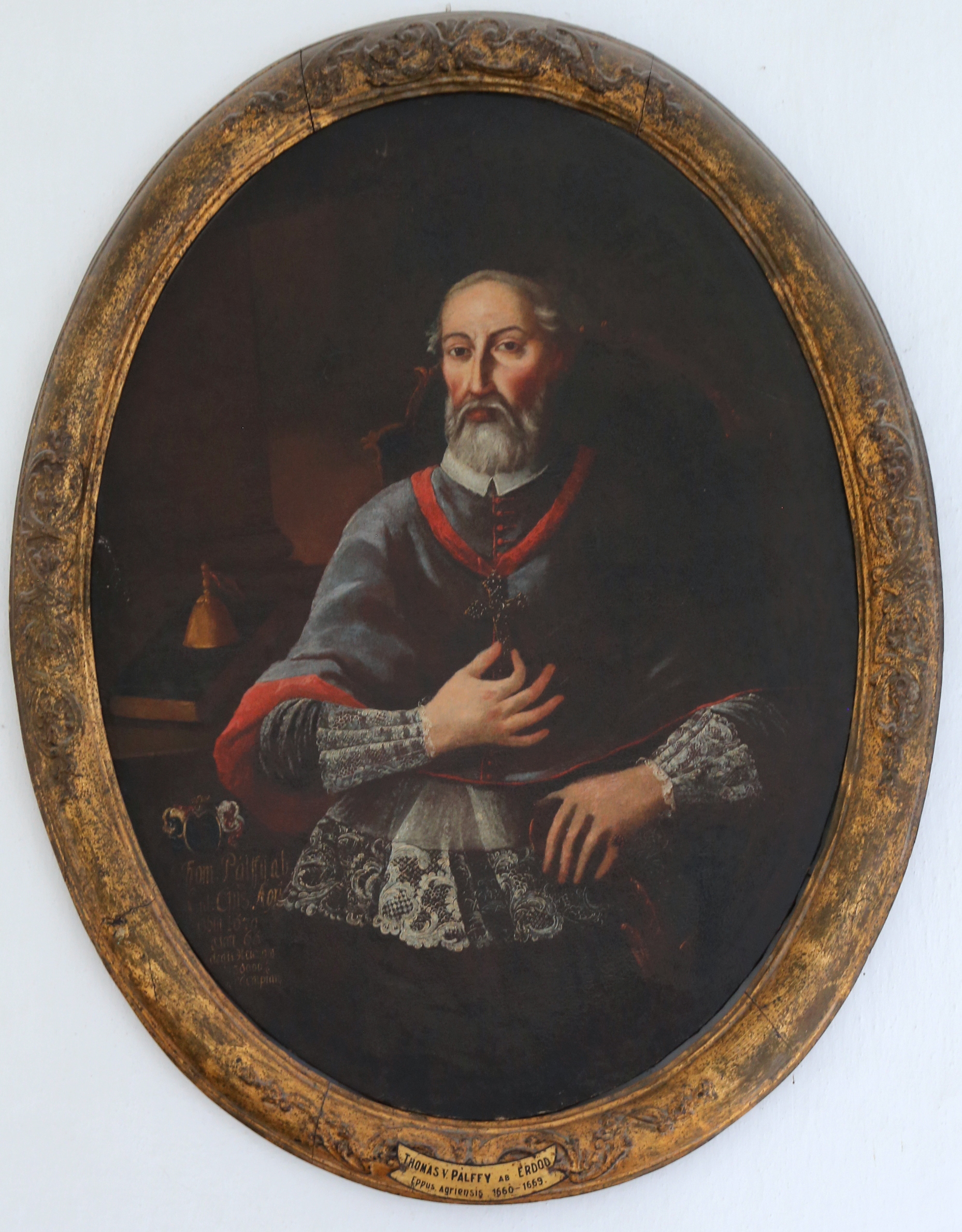
Pálffy Tamás Nyitra püspöke

Pálffy (IV.) Tamás nyitrai püspök (1620-1679). Rómában tanult, ott is szentelték fel és első miséjét is ott celebrálta. Korának legkiválóbb szónoka volt. Hamar elérte a főbb tisztségeket. 1647-ben zólyomi főesperes, később csanádi, 1660-ban egri 1670-ben nyitrai püspök lett. I. Lipót király is nagyra becsülte. A vezekényi csatában elesett négy Esterházy temetésén mondott beszéde nyomtatásban is megjelent. Az ő latin mottója „Victris aducatia fatia”, azaz „a sors bátorsága győz”. 1679-ben temették a bécsi Szent József-templomban.
Pálffy Nándor Ferdinánd egri érsek (1620–1680) Jezsuita (szigorú katolikus) rend tagja 1640-ben. Hamarosan a kollégium rektora lett, majd 1672-ben csanádi, 1678-ban egri érsek, később jászóvári prépost is. Híres egyházi munkája a „Directorium Ecclesiasticum” (Nagyszombat, 1624). A nagyszombati egyetem márvány emléktáblát állított tiszteletére. Hamvait a jezsuiták temploma őrzi.

### A három leggazdagabb
A 19. század elején sok Pálffy leszármazott előtt világossá vált az egyre hatékonyabb gazdálkodás szükségessége, a háborúk elmúltával a katonai pálya helyett már más út vezet a sikerhez.
Általában a legidősebb férfi utód volt a fő örökös és vagyonkezelő, hacsak az örökhagyó végrendeletében ezt másként nem szabályozta. Pálffy Pál vezette be testamentumában legelőször a családi seniorátus rendszert, ami az örökség elosztását és továbbadásának családon belüli feltételeit meghatározta. A 19 századig 17 senior nyert legfőbb jogot a szerzett vagyon felett. (neveik alul felsorolva szerepelnek)
Korábban az elsőszülött fiú mindent vitt, a fiatalabb testvéreknek hasonló rangért és címekért újra meg kellett küzdenie. Annyi könnyítés adódott számukra, hogy a pályájukat valamelyik családi, rokoni ezredben és/vagy családi rokoni feljebbvalójuk parancsnoksága alatt kezdhették meg. A török kiűzése után új viszonyok lettek. A szerzett vagyont csak veszíteni lehetett, vagy a termelés, termeltetés, vállalkozás keretében gyarapítani. A hagyományos mezőgazdasági hasznosítás mellett már kiegészítő gőzmalmot, vegyi üzemet, posztógyárat fafeldolgozót és ezekhez kiépített helyiérdekű vasutat és szállítmányozó vállalkozást is találunk a Pálffyak köreikben. Az államosításig ezek többnyire sikeresen is működtek. A leggazdagabbak mégis
Pálffy III. János nádor,
Pálffy V. Miklós nádor
Pálffy János Ferenc műgyűjtő (1829–1908) Európa és egyben a Pálffy család egyik leggazdagabb embere. mérhetetlen vagyona gyűjteményi részét végrendeletileg a köznek szentelte, de az örökösök ezt aligha gondolhatták megfelelő lépésnek, mert támadva végrendeletet a maguk javára fordítottak mindent, amit csak lehetett. Mentette a helyzetet, hogy az örökhagyó még életében közel kétszáz világértékű művet adományozott a hazai közgyűjteménynek. 178 képet a Szépművészeti Múzeumnak, főként Rembrandt, Tiziano, Troyon, Gustave Courbet, Gustave Courbet, Meindert Hobbema, Giovanni Antonio Boltraffio, Andrea del Sarto, Francesco Francia műveket. Karl von Piloty Nero szemléli az égő Rómát című festményét a Magyar Nemzeti Múzeumnak.

### Egyéb érdekességek
Családjaikban a gyermekszám általában magas, néha a 15 főt is elérte. Többségében lányok, akik más (eleinte főúri) családokba mentek férjhez.
A Pálffyaké az egyetlen főnemesi család, amelyet a Habsburg királyi ház honosítva osztrák főrendek sorába emelt. Pálffy Károly József Jeromos grófot (1735–1815): I. Ferenc király 1807. november 1-jén elsőszülöttségi joggal, osztrák hercegi rangra emelte. Károly Jeromos már királyi biztosként vett részt a Budai Magyar Tudomány Egyetem megnyitásán, 1780 nyarán.
A 19. század első felében, a bécsi Theater an der Wien színház egyszemélyes igazgatója volt teanói Pálffy-Daun (Nándor) Ferdinánd Lipót herceg (1807–1900). Az ő utasítására a színház szakácsa olyan édességet készített, ami később indiáner néven világhírű lett. Hernalsban óriási áldozatok árán pompás díszkertet alkotott, amibe Európa minden részéből hozatott dísznövényeket. Kertjében a főúri körök, sőt, az uralkodó család tagjai is gyakran megfordultak. Mária Lujza császárné, Bonaparte Napóleon ex-császár neje többször is.
A legkorábbi ismert irat 1252-ből származik. Levéltári iratanyaguk többsége, Pálffy V. Miklós nádor 1723-as országgyűlési döntést követő rendeletére (gyűjtése és adománya által) alapított Magyar Nemzeti Levéltár anyagában található. A család egyes ágainak dokumentumai pedig a Szlovák Nemzeti Múzeum Levéltárában vannak, illetve másutt.

### Uradalmaik
Pozsony vármegye azon részén, mely a határszéltől a Kis-Kárpátok keleti lejtőjéig terjedt, a falvak túlnyomó többsége a gróf Pálffy család tulajdona volt. Pálffy Pál főispáné volt Stomfa, illetőleg a Besztercétől Nagy-Lévárdig és Gajárig terjedő vidék. Szerdahelyt Pálffy Pál, a későbbi nádor, 1635-ben királyi engedéllyel magához váltotta. Detrekőt is III. Ferdinánd király neki adta. Modortól egész a Kis-Dunáig szintén a Pálffy család volt a földesúr. A negyedik járásban, Szerdahelytől egész Somorjáig terjedő vidék Pálffy főispán birtokában volt, hozzá még Királyfalva, Keresztúr, Botszeg, Nagyfödémes, Felkürt, Vereknye, Zonc, Péntek-Súr, Hegysúr, Macháza.
A Pálffy család birtokában voltak az alábbi uradalmak, várak és kastélyok:

#### A pozsonyi vár uradalma
Somorja és Dunaszerdahely városa, Benkepatony, Bögölypatony, Csécsénypatony, Csentőfa, Dióspatony, Egyházaspaka, Hegysúr, Kislúcs, Lögérpatony, Ógelle, Pénteksúr, Pósfa, Zonc és Bodak.

#### Borostyánkői (Stomfai) uradalom
Stomfa, Gajar, Beszterce, Hochštetno, Kislévárd, Lozornó, Láb, Mászt, Paistun, Zohor.

#### Vöröskői uradalom
Vöröskő, Szuha, Alsódiós, Cseszte, Ompitál (mezővárosok), Bogdanóc, Klucsován, Zvoncsin, Borova, Dubova, Helmes, Hosszúfalu, Istvánfalu, Kápolna, Kossolna, Pudmeric, Selpic, Vistuk

#### Szentgyörgyi uradalom
Királyfalva, Németgurab, Grinava és Csütörtök (mezővárosok), Alsószeli, Csataj, Dunaújfalu, Horvátgurab, Sárfő egészen, továbbá Felistál, Nyárasd, Vámosfalu, Misérd, Szemet, Torcs fele része, és Éberhárd, Kürt, Lak, Paka, Brukk részei.

#### Detrekői uradalom
Almás, Csütörtök, Detrekőszentmiklós, Detrekőszentpéter, Haszprunka, Jakabfalva, Kiripolc, Konyha, Magyarfalva, Pernek, Rohrbach, Szolosznica, Detrekőváralja, Rovina, Dimburg.

#### Dévényi uradalom
Tartozékok: Dévény, Récse, Dévényújfalu, Hidegkút, Potzneusiedl.

#### Bazini uradalom
Eredetileg a Pálffy és az Illésházy családoké volt, később a királyé, majd ismét a gróf Pálffyaké: Cajla (ma Bazin része), Gocnód, Kissenkvic, Limpach, Nagysenkvic, Schwanzbach, Tótgurab.

#### Szomolányi uradalom
A gróf Erdődy család birtokában maradt a 18. század végéig, majd a Pálffy család birtokába került, miután Pálffy Ferenc, Erdődy Jozefa férje, magához váltotta (1777–1781): Felsődiós, Dejte, Felsődombó, Jaszlóc, Igrám, Kátlóc, Losonc, Nahács, Pagyeróc.

#### Éleskői uradalom
Egy része, Czobor Erzsébet férjére Thurzó Györgyre, majd örökség révén, Erdődy Kristófra szállt (1765), másik része vétel utján a Batthyány család birtokába került, akiktől a Zichyek örökölték: Búrszentjános, Búrszentmiklós, Búrszentgyörgy, Kukló, Laksárújfalu, Székelyfalva és Závod

#### Váraik
Árva, Bajmóc, Bény, Borostyánkő, Detrekő, Dévény, Fehérkő, Jókő (Nyitra), Szomolány, Trencsén, Vöröskő.

#### Kastélyaik
Budapesten három, Visegrád, Gönc, Lovasberény mellett még Tura Erdélyben volt kastélyuk. Volt rezidenciájuk Velencében, és Párizsban is. Bécsben két kastély, Marschegg, Prágában két, Pozsonyban négy, a Felvidék más részein hat jelentősebb: Gidrafa, Királyfa, Malacka, Pozsonyszentgyörgy, Somorja, Stomfa

#### Államosítás és emlékezet
A második világháború után a család kezén maradt birtokokat is államosították. Magyarországon a Pálffyak örökségét kevésbé helyezik előtérbe. A budapesti Wenckheim-palota 1931-ben a Fővárosi Könyvtár székhelye lett, ennek szomszédja, az egykori Pálffy-palota ma a Szabó Ervin könyvtár zenei gyűjteményének otthona. A Szlovákia területére került Pálffy vagyon nagy részét az Európai Unió nemrég kiemelten védendő európai műkincsnek nyilvánította. Bécsben és Pozsonyban az uniós adminisztráció egy-egy hivatala is Pálffy-palotában működik. A bécsi Wallnerstraßén álló Pálffy-palota az Európai Biztonsági és Együttműködési Szervezet (OSZE) székháza. A pozsonyi Ventúrska utcai Pálffy-palota 1993–2012 között az osztrák nagykövetségnek adott otthont.

## A család kiemelkedő tagjai
- Erdődi Pálffy (I.) Tamás főispán (1534–1581) Palota kapitánya, Zólyom vármegye főispánja.[4]
- Erdődi Pálffy (II.) Miklós (1552–1600) gróf, hadvezér, a "győri hős"
- Pálffy (II.). Pál nádor, 1590–1653 a seniorátus alapítója, 1. senior volt 1653. nov. 5. – 1653. nov. 26.
- Pálffy (IV.) Miklós (?–1679) koronaőr 2. senior 1653. dec. 23. – 1679. aug. 12.
- Pálffy Antal János főispán (1642–1694) 3. senior 1679. aug. 21. – 1694. nov. 29.
- Erdődi Pálffy (V.) Miklós (1657–1732) 4. senior hadvezér, államférfi, Magyarország nádora. Ínyenc volt, asztalának látványa és gazdag ízvilága messze földön híressé tette.
- Erdődi Pálffy (III.) János (1664–1751) 5. senior császári hadak főparancsnoka, 1741-től Magyarország nádora, a pozsonyi vár örökös kapitánya, horvát bán.[5]
- Pálffy (I.) István kapitány (1586?–1636) főúr és hadvezér.
- Erdődi Pálffy Ferdinánd (1619–1680) csanádi és egri püspök, Heves vármegye főispánja.[6]
- Erdődi Pálffy (IV.)Tamás (1620–1679) esztergomi kanonok, nagyprépost, pozsonyi és jászói prépost, váci, egri, majd nyitrai püspök, kancellár.[7]

### 18-19. század
- Erdődi Pálffy (VII.) Miklós (1710–1773) főkancellár, országbíró
- Erdődi Pálffy (II.) Lipót (1716–1773) főhadvezér
- Pálffy (III.) Károly Pál Engelbert (1735–1774) 6. senior 1751. márc. 24-től 1774. szept. 14-ig,
- Pálffy (IV.) János főispán (1728–1791) 7. senior. 1774. szept. 14-től - 1791. máj. 14-ig
- Pálffy (I.) Károly herceg (1735–1816) 8. senior 1791. máj. 14-től – 1816. máj. 25-ig
- Pálffy (III.) Lipót dandártábornok (1764–1825) 9. senior 1816. máj. 28-tól 1825. febr. 24-ig
- Pálffy József Ferenc herceg főispán (1764–1827) 10. senior 1825. aug. 16-tól 1827. ápr. 13-ig
- Pálffy Ernő (1769–1832) 11. senior 1827. ápr. 13-tól 1832. nov. 30-ig
- Pálffy-Daun Nándor Ferdinand teanói herceg (1774–1840) 12. senior 1832. nov. 30-tól 1840. febr. 4-ig Pozsony vármegye főispánja, a bécsi színház vezetője
- Pálffy Albert (1820–1897) szerkesztő, író, politikus, az MTA tagja.
- Pálffy Károly János(1776–1858) 13. senior 1840. febr. 4-től 1858. jan. 21-ig
- Pálffy (I.) Fidél (1788–1864) 14. senior 1858. jan. 21-től 1864. márc. 12-ig
- Pálffy Antal herczeg 15. senior 1864. márc. 12-től 1879. nov. 24-ig
- Pálffy-Daun Nándor Lipót teanoi herceg helytartó (1807–1900) 16. semior 1879. nov. 24-től 1900. dec. 8-ig
- Pálffy (IV.) István (1828–?) 17. senior 1900. dec. 9-től
- Pálffy (II.) Fidél (1895–1946) magyar arisztokrata, szélsőjobboldali politikus, a Szálasi-kormány földművelésügyi minisztere

### 20. század
- Pálffy Géza (1900–1952) földbirtokos, felsőházi tag
- Erdődi Pálffy József (1904–1988) földbirtokos, politikus, országgyűlési képviselő
- Pálffy Péter fegyverkovács
- Pálffy Károly Péter fh. Ludovika Akadémia kiképzőtisztje, II. vh. alakulat pk. a Dániában (USA fogság) m hadifogolytábor parancsnoka.
- Pálffy Tibor Károly (1957), az értékelmélet megalapítója (fizetőeszköz attributív értékhibái)
- David Palffy (1969) kanadai színész (X-akták, Star Gate)
- Žigmund Pálffy „Ziggi” (1972) szlovák jégkorongozó